# Королёва, Галина Сергеевна
Галина Сергеевна Королёва (27 января 1963) — российская футболистка, защитница.

## Биография
В 1992 году в составе клуба «Спартак-Преображение» (Москва) стала финалисткой первого розыгрыша Кубка России. По окончании сезона вместе с большинством игроков из распавшегося «Спартака» перешла в клуб «СКИФ-Фемина» из Малаховки, позднее преобразованный в московское «Чертаново». Бронзовый призёр чемпионата России 1993 года.
До конца 2010-х годов принимала участие в любительских соревнованиях по мини-футболу и пляжному футболу за команду «Алектан», позднее — «Царицыно».